# ميها كلاين
ميها كلاين (بالسلوفينية: Miha Kline)‏ (26 مارس 1980 في سلوفينيا - ) هو لاعب كرة قدم سلوفيني في مركز الوسط. لعب مع شينيك ياروسلافل ونادي دومجاله وVeria F.C. ‏ وNK Svoboda Ljubljana ‏ وNK Ljubljana ‏ وNK Dravograd ‏ وDinaburg FC ‏.

## وصلات خارجية
- ميها كلاين على موقع قاعدة بيانات كرة القدم.إي يو (الإنجليزية)
- ميها كلاين على موقع Soccerway.com (الإنجليزية)
- ميها كلاين على موقع عالم كرة القدم.نت (الإنجليزية)